# Saint-Marcellin Vercors Isère Communauté
Saint-Marcellin Vercors Isère Communauté est une communauté de communes française, située dans le département de l'Isère en région Auvergne-Rhône-Alpes.

## Historique
La communauté de communes du Sud-Grésivaudan est créée le 1er janvier 2017 par arrêté préfectoral du 6 décembre 2016 par fusion des communautés de communes Chambaran Vinay Vercors, de la Bourne à l’Isère et du pays de Saint-Marcellin.
Elle prend le nom de « Saint-Marcellin Vercors Isère Communauté » par arrêté préfectoral du 25 avril 2017 à la suite d'une délibération du conseil communautaire lors de sa réunion du 12 janvier 2017.

## Territoire communautaire

### Géographie
En région Auvergne-Rhône-Alpes, dans la partie sud-ouest du département de l'Isère, Saint-Marcellin Vercors Isère est le territoire de jonction entre les agglomérations grenobloise et valentinoise.
Elle se situe, par la route en véhicule individuel :
- à 30 minutes de Grenoble, et autant de Valence (depuis la gare, jusqu'au péage sur l'A49 à Saint-Marcellin) ;
- à 20 minutes de la gare TGV Valence-Méditerranée, et autant de l'aéroport « Grenoble-Isère » ;
- à 1h15 de Lyon et à 2h30 de Marseille.

Territoire de contraste, structuré par les coteaux des Chambarans, la plaine de l'Isère et les contreforts du Vercors, Saint-Marcellin Vercors Isère offre une très large diversité de paysages[réf. souhaitée].

### Composition
La communauté de communes est composée des 47 communes suivantes :

| Nom                       | Code Insee | Gentilé             | Superficie (km2) | Population (dernière pop. légale) | Densité (hab./km2) |
| ------------------------- | ---------- | ------------------- | ---------------- | --------------------------------- | ------------------ |
| Saint-Marcellin (siège)   | 38416      | Saint-Marcellinois  | 7,81             | 7 705 (2022)                      | 987                |
| L'Albenc                  | 38004      | Albinois            | 9,86             | 1 275 (2022)                      | 129                |
| Auberives-en-Royans       | 38018      | Albaripains         | 5,07             | 369 (2022)                        | 73                 |
| Beaulieu                  | 38033      | Beaulieurains       | 8,79             | 630 (2022)                        | 72                 |
| Beauvoir-en-Royans        | 38036      | Belvérois           | 2,1              | 96 (2022)                         | 46                 |
| Bessins                   | 38041      | Bessinois           | 4,65             | 117 (2022)                        | 25                 |
| Chantesse                 | 38074      | Chantessois         | 5,83             | 393 (2022)                        | 67                 |
| Chasselay                 | 38086      | Chasselois          | 9,45             | 429 (2022)                        | 45                 |
| Châtelus                  | 38092      | Chatellussiens      | 12,3             | 94 (2022)                         | 7,6                |
| Chatte                    | 38095      | Chattois            | 22,81            | 2 476 (2022)                      | 109                |
| Chevrières                | 38099      | Civrieriens         | 16,62            | 737 (2022)                        | 44                 |
| Choranche                 | 38108      | Choranchois         | 10,63            | 140 (2022)                        | 13                 |
| Cognin-les-Gorges         | 38117      | Cognards            | 12,52            | 619 (2022)                        | 49                 |
| Cras                      | 38137      | Crasois             | 5,43             | 418 (2022)                        | 77                 |
| Izeron                    | 38195      | Izeronnais          | 17,19            | 781 (2022)                        | 45                 |
| Malleval-en-Vercors       | 38216      | Mallevalois         | 14,1             | 56 (2022)                         | 4                  |
| Montagne                  | 38245      | Montagnards         | 8,78             | 273 (2022)                        | 31                 |
| Montaud                   | 38248      | Montaudains         | 14,59            | 529 (2022)                        | 36                 |
| Morette                   | 38263      | Morettins           | 6,27             | 360 (2022)                        | 57                 |
| Murinais                  | 38272      | Murinois            | 8,22             | 408 (2022)                        | 50                 |
| Notre-Dame-de-l'Osier     | 38278      | Osierins            | 8,38             | 523 (2022)                        | 62                 |
| Poliénas                  | 38310      | Poliénois           | 14,03            | 1 114 (2022)                      | 79                 |
| Pont-en-Royans            | 38319      | Ponténois           | 2,9              | 809 (2022)                        | 279                |
| Presles                   | 38322      | Preslins            | 25,68            | 100 (2022)                        | 3,9                |
| Quincieu                  | 38330      | Quincerots          | 4,75             | 105 (2022)                        | 22                 |
| Rencurel                  | 38333      | Rencurellois        | 34,63            | 349 (2022)                        | 10                 |
| La Rivière                | 38338      | Riverains           | 18,45            | 725 (2022)                        | 39                 |
| Rovon                     | 38345      | Rovonnais           | 11,82            | 613 (2022)                        | 52                 |
| Saint-André-en-Royans     | 38356      | Andréens            | 10,42            | 341 (2022)                        | 33                 |
| Saint Antoine l'Abbaye    | 38359      |                     | 36,22            | 1 258 (2022)                      | 35                 |
| Saint-Appolinard          | 38360      | Saint-Appolinairois | 10,76            | 403 (2022)                        | 37                 |
| Saint-Bonnet-de-Chavagne  | 38370      | Chavanais           | 15,18            | 659 (2022)                        | 43                 |
| Saint-Gervais             | 38390      | Saint-Gervaisiens   | 13,15            | 534 (2022)                        | 41                 |
| Saint-Hilaire-du-Rosier   | 38394      | Saint-Hilairois     | 16,42            | 1 934 (2022)                      | 118                |
| Saint-Just-de-Claix       | 38409      | Clajussiens         | 11,59            | 1 381 (2022)                      | 119                |
| Saint-Lattier             | 38410      | Saint-Lattiérois    | 18,17            | 1 468 (2022)                      | 81                 |
| Saint-Pierre-de-Chérennes | 38443      | Saint-Pierrois      | 12,03            | 467 (2022)                        | 39                 |
| Saint-Quentin-sur-Isère   | 38450      | Saint-Quentinois    | 19,45            | 1 472 (2022)                      | 76                 |
| Saint-Romans              | 38453      | Saint-Romanais      | 17,04            | 1 849 (2022)                      | 109                |
| Saint-Sauveur             | 38454      | Saint Salvériens    | 9,42             | 2 108 (2022)                      | 224                |
| Saint-Vérand              | 38463      | Véranais            | 17,83            | 1 723 (2022)                      | 97                 |
| Serre-Nerpol              | 38275      | Serre-Nerpolains    | 13,16            | 315 (2022)                        | 24                 |
| La Sône                   | 38495      | Sônois              | 2,95             | 614 (2022)                        | 208                |
| Têche                     | 38500      | Têchois             | 5,03             | 599 (2022)                        | 119                |
| Varacieux                 | 38523      | Varaciens           | 18,48            | 864 (2022)                        | 47                 |
| Vatilieu                  | 38526      | Vatilieurois        | 9,22             | 367 (2022)                        | 40                 |
| Vinay                     | 38559      | Vinaitiers          | 16,01            | 4 449 (2022)                      | 278                |

## Démographie
| 1968   | 1975   | 1982   | 1990   | 1999   | 2010   | 2015   | 2021   |
| ------ | ------ | ------ | ------ | ------ | ------ | ------ | ------ |
| 29 774 | 30 646 | 33 211 | 35 188 | 37 586 | 43 642 | 44 248 | 44 797 |

## Administration

### Siège
Le siège de la communauté de communes est situé à Saint-Marcellin : Maison de l'intercommunalité, 7 rue du colombier / 04 76 38 45 48.

### Les élus
La communauté de communes est gérée par un conseil communautaire composé de 74 conseillers représentant chacune des 47 communes membres et élus pour une durée de six ans.
Ils sont répartis comme suit :
| Nombre de délégués | Communes |  |
| ------------------ | --- |  |
| 12                 | Saint-Marcellin |  |
| 6                  | Vinay |  |
| 3                  | Chatte, Saint-Hilaire du Rosier, Saint-Sauveur |  |
| 2                  | Saint-Antoine l'Abbaye, Saint-Lattier, Saint-Quentin sur Isère, Saint-Romans, Saint-Vérand |  |
| 1                  | Auberives en Royans, Beaulieu, Beauvoir en Royans, Bessins, Chantesse, Chasselay, Châtelus, Chevrières, Choranche, Cognins les Gorges, Cras, Izeron, l'Albenc, La Rivière, La Sône, Malleval en Vercors, Montagne, Montaud, Morette, Murinais, Notre Dame de l'Osier, Poliénas, Pont en Royans, Presles, Quincieu, Rencurel, Rovon, Saint-André en Royans, Saint-Appolinard, Saint-Bonnet de Chavagne, Saint-Gervais, Saint-Just de Claix, Saint-Pierre de Chérennes, Serre-Nerpol, Têche, Varacieux, Vatilieu |  |

### Présidence
Le conseil communautaire du 12 janvier 2017 a élu son président, Frédéric de Azevedo (maire de Saint-André-en-Royans), et désigné ses 15 vice-présidents qui sont : 
- 1ère vice-présidente : Nicole Di Maria, déléguée à la cohésion sociale, la prévention et à la politique de la ville
- 2ème vice-président : André Roux, délégué au développement économique et à l'agriculture
- 3ème vice-présidente : Geneviève Moreau-Glénat, déléguée aux ressources humaines et aux partenariats publics
- 4ème vice-président : Jean-Michel Revol, délégué au développement culturel, au projet de territoire & au développement durable
- 5ème vice-présidente : Dominique Uni, déléguée à l'enfance et à la jeunesse
- 6ème vice-président : Jean-Marc Vernet, délégué à la collecte et à la valorisation des ordures ménagères
- 7ème vice-présidente : Marie-Chantal Jolland, déléguée au développement touristique et au patrimoine
- 8ème vice-président : Yvan Creach, délégué aux services techniques
- 9ème vice-présidente : Isabelle Dupraz-Forey, déléguée à l'aménagement du territoire et à la planification
- 10ème vice-président : Vincent Lavergne, délégué à l'environnement et à l'énergie
- 11ème vice-présidente : Amandine Vassieux, déléguée à l'économie numérique et aux politiques contractuelles
- 12ème vice-président : Jean Cartier, délégué à l'eau et à l'assainissement
- 13ème vice-président : Michel Gentit, délégué au sport, aux loisirs et à la citoyenneté
- 14ème vice-président : Jean-Pierre Faure, délégué à l'insertion, l'emploi et au développement de l'économie sociale et solidaire
- 15ème vice-président : Sylvain Belle, délégué aux finances

Ils forment ensemble l'exécutif de l'intercommunalité pour le mandat 2014/2017-2020.
| Période | Période  | Identité            | Étiquette | Qualité                                      |
| ------- | -------- | ------------------- | --------- | -------------------------------------------- |
| 2017    | 2020     | Frédéric de Azevedo | -         | maire de Saint-André-en-Royans (depuis 2014) |
| 2020    | En cours | Frédéric de Azevedo | -         | maire de Saint-André-en-Royans (depuis 2014) |

### Compétences
L'intercommunalité exerce des compétences qui lui sont déléguées par les communes membres.
Le 1er janvier 2017, elles se répartissent de la manière suivante :
- Compétences obligatoires
  - Développement économique
    - Toutes actions de développement économique dans le cadre du schéma régional de développement économique : études, animation et promotion du bassin économique, aide à l’immobilier d’entreprises, création & aménagement des ZAE, etc.
    - Politique locale du commerce et soutien aux activités commerciales d’intérêt communautaire : actions d’animation de dispositifs en faveur du maintien et du développement du commerce intéressant l’ensemble du territoire intercommunal
    - Actions de promotion du tourisme dont politique de développement du tourisme, gestion de l’office de tourisme communautaire et des bureaux d’information touristiques

  - Aménagement de l'espace
    - Schéma de cohérence territoriale
    - Zone d’Aménagement Concerté d'intérêt communautaire les projets d’implantation ou d’aménagement d’infrastructures économiques et d’habitation inscrits au PLH.

  - Aménagement des aires d'accueil des gens du voyage
    - inscrit au schéma départemental d’accueil des gens du voyage

  - Collecte et traitement des déchets ménagers et déchets assimilés

- Compétences optionnelles
  - Protection de l'environnement
    - Actions en faveur des milieux aquatiques dont contrat de rivières, maitrise d’ouvrage des études et actions sur le milieu
    - Actions et soutiens aux actions en faveur de la maitrise de la demande en énergie
    - Actions en faveur de la gestion des espaces forestiers (charte forestière)
    - Aménagement et entretien du réseau de sentiers classés au PDIPR

  - Habitat - Logement
    - Programme local de l’Habitat
    - Actions en faveur de l’amélioration de l’habitat (OPAH)
    - Gestion du dispositif d’hébergement temporaire
    - Soutien aux opérations de construction de logements sociaux (garantie d’emprunts)
    - Architecte conseil

  - Politique de la ville
    - Diagnostic, orientations et mise en œuvre du contrat de ville
    - Dispositifs contractuels de développement urbain, local, d'insertion & de prévention de la délinquance

  - Action sociale
    - Actions en faveur de la petite enfance, de l’enfance et de la jeunesse dont politique contractuelle (CAF) , animation lieux d’Accueil Enfants- Parents, animation de relais d’assistantes maternelles, gestion d’infrastructures d’accueil de la petite-enfance (multiaccueil, halte-garderie), ALSH, animation de projets en faveur des jeunes (11 ans-20 ans)
    - Appui aux structures d’aide à la personne du territoire intercommunal dont insertion sociale et professionnelle, aide au maintien à domicile et services à la personne.
    - Equipements culturels et sportifs d'intérêt communautaire
      - Equipements culturels
        - Grand Séchoir - Vinay
        - Couvent des Carmes - Beauvoir-en- Royans
        - Musée de l’eau - Pont en Royans
        - Médiathèque - Saint-Quentin/Isère
        - Médiathèque - Pont en Royans
        - Ludothèque - Saint-Marcellin
        - École de musique - Vinay
        - École de Musique - Pont en Royans

      - Equipements sportifs
        - Espace Nordique des Coulmes
        - Gymnase - Pont en Royans
        - Centre aquatique l’Olympide - Chatte
        - Base nautique d’aviron - La Sône

  - Eau potable
    - Production, transport et distribution

  - Assainissement collectif et service public d'assainissement non collectif
  - Voirie d'intérêt communautaire
- Compétences facultatives
  - Culture
    - Politique culturelle à l’échelle intercommunale dont élaboration de la politique culturelle et soutien aux manifestations de rayonnement intercommunal

  - NTIC
    - Réseaux et services locaux de communication électronique

  - Maison de santé
  - Casernes de gendarmerie
    - Construction, gestion & entretien des casernes de gendarmerie de Saint-Marcellin et Pont en Royans

### Sources
- La BANATIC